# Telemba
Telemba (en russe : Телемба́, en bouriate : Тэлэмбэ, Telembe) est un village, centre administratif de la commune rurale de Kondinskoïe dans le raïon de la Ieravna de Bouriatie, en Russie. Sa population s'élevait à 1 075 habitants en 2024.

## Géographie
Le village de Telemba se situe en Bouriatie, une république de Russie située en Transbaïkalie, région de Sibérie orientale à l'est du lac Baïkal. Il fait partie du district fédéral extrême-oriental. Il se trouve dans le raïon de la Ieravna, un raïon de la république, il est aussi le centre administratif du l'établissement rural de Kondinskoïe municipalité du raïon dont il est la seule localité,. Il se trouve sur la rive nord-ouest du lac Telemba, d'où son nom.   
Le fuseau horaire du village est MSK+5 (heure d'Irkoutsk). Le décalage horaire appliqué par rapport au temps universel coordonné est +09:00.  

## Histoire
En 1653, l'explorateur Piotr Beketov fonda la cabane d'hiver de la Telemba pour y passer l'hiver. En 1658, le détachement d'Afanassy Pachkov, voïvode de Nertchinsk, fonda sur l'ancien lieu de la cabane d'hiver un ostrog sur ce qui était la route officielle vers la Chine. Selon le témoignage de Nicolae Milescu Spatharu, l'ostrog de la Telemba possédait en 1675 une chapelle, 136 maisons et une garnison cosaque de 30 personnes.
Initialement, l'ostrog servait de lieu de collecte du iassak, auquel plus de 200 Toungouses de la région étaient soumis. En 1685, en raison de la nécessité de restaurer le fort d'Albazino détruit lors du conflit frontalier sino-russe, l'ostrog servit de lieu de transit du fer depuis Nertchinsk en direction d'Albazino. Les derniers documents mentionnant l'ostrog datent de 1792, sans qu'aucun commentare n'y soit fait sur l'ostrog, montrant la perte d'importance de celui-ci.
En juillet 1958, sur la terrasse nord-est du lac, des restes de fours métallurgiques remontant à l'ostrog furent découverts par la Faculté de géographie naturelle de l'Institut pédagogique de Tchita.

## Démographie
Recensements (*) et estimations de la population:
| 2002 * | 2010* | 2021* | 2024  |
| ------ | ----- | ----- | ----- |
| 1 271  | 1 299 | 1 128 | 1 075 |